# Stadtbefestigung Ravensburg

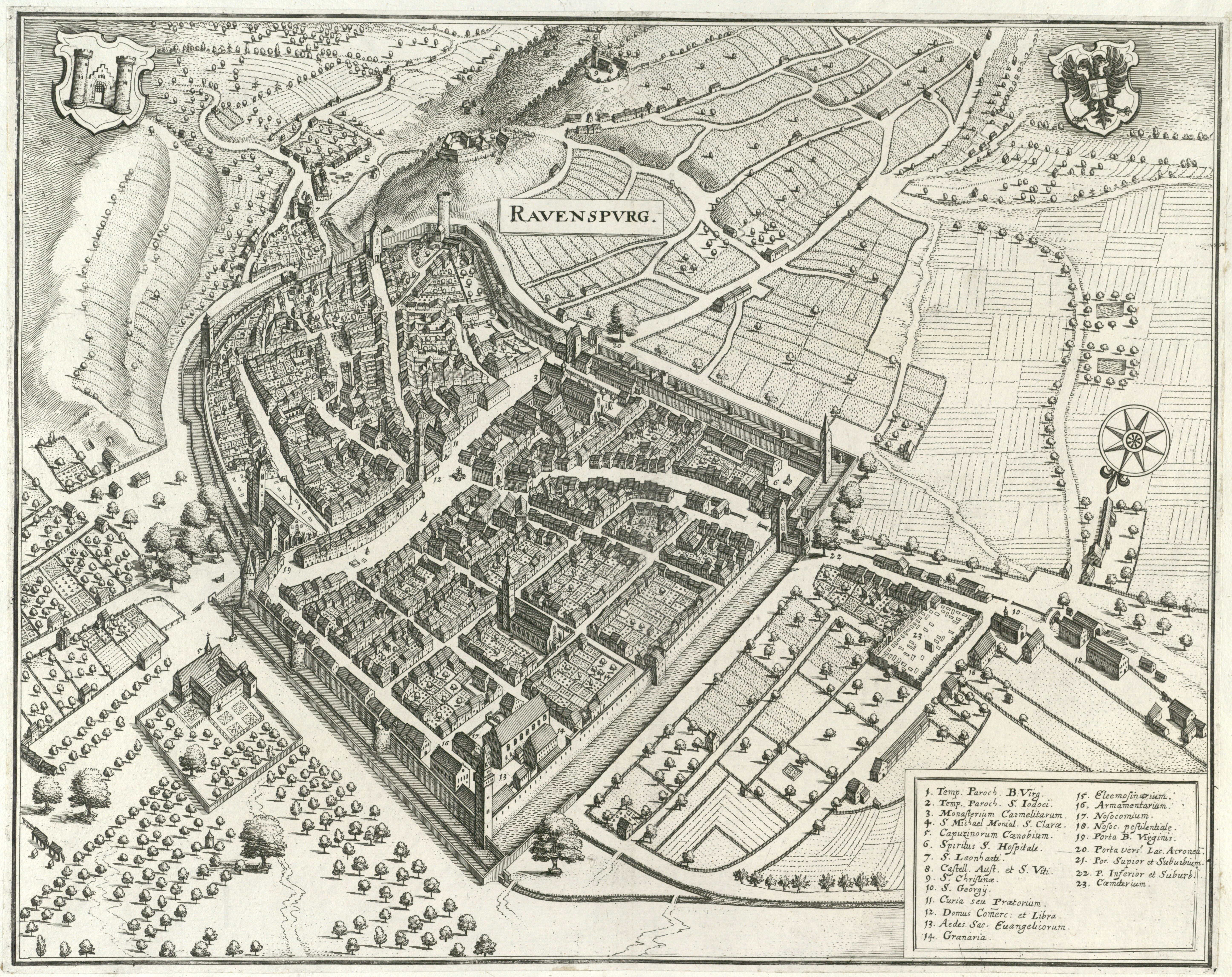
Ravensburg mit Stadtbefestigung um 1643

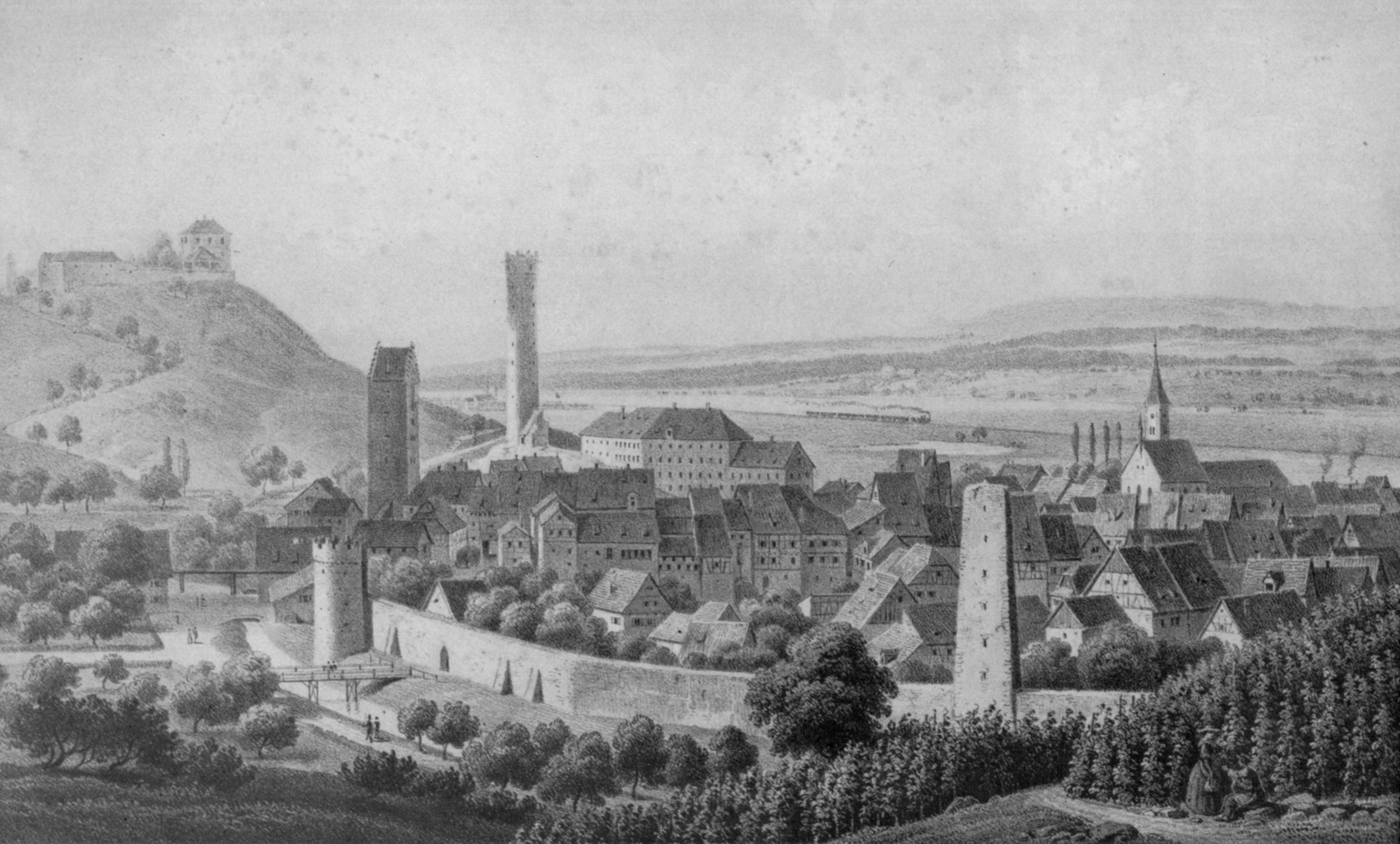
Ravensburg um 1850

Die Stadtbefestigung Ravensburg wurde im 12. Jahrhundert zum Schutz von Ravensburg errichtet und bis zum 15. Jahrhundert immer wieder erweitert sowie verstärkt. Im 19. Jahrhundert wurde der äußere Mauerring weitgehend abgebrochen. Reste stehen heute unter Denkmalschutz.

## Geschichte

Abbildung eines Stadttores auf dem heutigen Stadtwappen von Ravensburg

Nach dem Tod der letzten süddeutschen Welfen im Jahr 1191 ging die Stadt Ravensburg an die Staufer. In der Stauferzeit erhielt die Oberstadt eine erste Befestigung mit dem Obertor, dem Frauentor und dem Schellenberger Turm. Mit dem Untergang der Staufer wurde Ravensburg zur freien Reichsstadt, was 1276 vom Habsburger König Rudolf I. bestätigt wurde. Die auf den Namen der ehemaligen Reichsstadt zu beziehende Burg erscheint im 12. Jahrhundert auf Münzen, seit 1267/1268 auch in Stadtsiegeln. In der ersten Hälfte des 14. Jahrhunderts wurde die Stadt dank der positiven wirtschaftlichen Entwicklung und dem Bevölkerungswachstum durch die Unterstadt erweitert. Schon bald wurde auch diese durch eine Befestigung umgeben. Von 1398 bis 1431 wurde die Stadtbefestigung erneuert und ausgebaut. In dem Rahmen wurde ein zweiter Mauerring ergänzt. der heute nur noch am Hirschgraben vorhanden ist. Von 1398 bis 1418 wurde der Grüne Turm und von 1400 bis 1418 der Gemalte Turm erbaut. 1432 und 1485 folgten eine Erhöhung und der Ausbau des Obertors. Der 51 m hohe Mehlsack wurde von 1425 bis 1429 errichtet. Um 1450 wurde die Stadtbefestigung um mehrere halbrunde Flankierungstürme ergänzt, die später über die Mauerkrone der Stadtmauer hinaus erhöht wurden. Im Jahr 1478 folgte die Aufstockung des 1363 errichteten Untertors. Von 1747 bis 1751 wurde das Frauentor zum Kriminalgefängnis ausgebaut.
Von 1823 bis 1868 erfolgte ein weitgehender Abbruch des äußeren Mauerrings. Die Tore und Türme sind jedoch bis heute – mit Ausnahme des Mitte des 19. Jahrhunderts abgebrochenen Kästlinstors – vollständig erhalten. 2023 wurden zwischen dem Waaghaus und dem Rathaus von Archäologen Fundamente entdeckt, die dem auf dem Stadtwappen abgebildeten Stadttor zugerechnet werden.